# Autisme virtuel
La théorie de l'autisme virtuel est une hypothèse non scientifique, avec des éléments de pseudo-science, qui se base sur des observations empiriques et non vérifiées pour postuler une conception originale des troubles du spectre de l'autisme (TSA). Il est question d'inclure dans l'étiologie, la symptomatologie et l'épidémiologie de l'autisme, une sous-catégorie conceptualisée sous l'expression d'« autisme virtuel », « autisme secondaire » ou « autisme dû aux écrans ». Cette découverte a été décrite par le psychologue roumain Marius Teodor Zamfir comme une nouvelle forme d'autisme, non génétique. Elle a été popularisée en France, notamment, par le Collectif Surexposition Écrans (CoSE), qui bénéficie d'une forte médiatisation et d'un soutien politique depuis 2016. Elle est notamment décrite dans les livres Quand les écrans deviennent neurotoxiques (Sabine Duflo) et Les ravages des écrans. Depuis fin 2018, la théorie de l'autisme virtuel est présente dans les grands médias algériens.
La communauté scientifique réfute cette théorie, la littérature scientifique ne retenant pas de causalité de l'exposition aux écrans dans l'autisme. Différents chercheurs soulignent la faiblesse des quelques études existantes à ce sujet, et l'instrumentalisation de la peur de l'autisme par des personnalités non-spécialistes du sujet, au détriment des parents d'enfants autistes et des personnes autistes elles-mêmes.
Certains symptômes relevés sous le nom d'autisme virtuel ont été par la suite regroupés sous le terme d'Exposition Précoce et Excessive aux Écrans ou Intensive Early Screen Exposure,.

## Origines: une corrélation entre autisme et pluviométrie aux États-Unis
En octobre 2006, les économistes Michael Waldman, Sean Nicholson et Nodir Adilov publient une hypothèse selon laquelle une petite partie de la population serait susceptible de développer l'autisme à cause d'une biologie particulière, et suggère que le visionnage de la télévision pourrait constituer un facteur environnemental déclencheur.
Les auteurs ont employé l'enquête américaine de l'usage du temps afin d'analyser les données des États de Californie, de l'Oregon et de Washington, trois États connus pour leur fort taux de précipitations, entre les années 1970 et 1980, postulant un lien entre précipitations et temps passé à la maison à regarder la télévision. Ces auteurs découvrent qu'un fort taux de précipitations est lié à un fort taux d'autisme.
L'étude conclut à l'établissement d'un facteur déclencheur pour l'autisme, particulièrement chez l'enfant de moins de trois ans, lié au niveau de précipitations dans l'environnement de l'enfant. Il est également question d'un lien entre la hausse du taux d'autisme dans les États de Californie et de Pennsylvanie et le développement de la télévision par câble entre les années 1970 et 1980.
Michael Waldman est cité comme référence dans le livre de Sabine Duflo Quand les écrans deviennent neurotoxiques.

## Conceptualisation en Roumanie
En décembre 2013, le psychologue Marius Teodor Zamfir, coordinateur de la fondation Centrul Sfântul Mihail pour enfants avec autisme à Bucarest, publie un blog sur le site orthodoxe SACCSIV. Il y postule que chez les enfants de moins de trois ans, le visionnage de la télévision produirait des symptômes tels que le retard de langage, les troubles oppositionnels, le TDAH et l'autisme. La causalité générale de l'autisme y est liée aux effets secondaires d'une vaccination excessive chez le jeune enfant ainsi qu'à un affaiblissement du système immunitaire.
À partir de novembre 2016, plusieurs interventions de Marius Zamfir sont relayées par la chaîne chrétienne Trinitas TV, dont une émission portant le titre Stop Autismul virtual ! ou Stop à l'autisme virtuel !.

### Rumeur lancée en 2016 au sujet d'un personnage de série pour enfants
Le 20 octobre 2016, le site web Morning News USA, se basant prétendument sur des études menées en 2012 par l'université de Harvard, lance la rumeur selon laquelle le visionnage de la série télévisée Peppa Pig provoquerait l'autisme chez les jeunes enfants, parce que le personnage inciterait les enfants à reproduire une attitude irrévérencieuse envers l'autorité. Le site NBC San Diego relève par la suite que l'étude aurait été inventée de toutes pièces. En effet, aucune information n'est disponible sur l'identité du chef de recherche, Marc Wildenberg, et aucune donnée sur le personnage de Peppa Pig n'a été trouvée à l'université de Harvard. Les parents sont mis en garde contre l'assimilation de l'autisme à l'émulation d'un comportement grossier ou à l'idée d'un enfant difficile ou mal élevé.

### Étude de Marius Zamfir
En mars 2018, Marius Zamfir publie une étude sur ResearchGate, intitulée La consommation d'environnement virtuel plus que quatre heures par jour peut causer un syndrome similaire au trouble du spectre de l'autisme chez les enfants entre zéro et trois ans. Il s'agit d'une recherche portant sur 110 enfants au sein des centres de soins pour l'autisme de Roumanie, réalisée de 2007 à 2017
L'étude comporte un groupe contrôle composé d'enfants diagnostiqués avec un TSA, présentant une consommation d'environnement virtuel de moins de deux heures par jour, ainsi qu'un groupe écrans composé d'enfants diagnostiqués TSA, ayant révélé au cours de l'anamnèse une forte consommation d'environnement virtuel. Dans ces deux groupes, le diagnostic d'autisme a été confirmé à l'aide de l'ASRS, un test utilisé pour les enfants TSA en Roumanie, ainsi que le M-CHAT et le CARS.
Un troisième groupe appelé groupe des enfants intégrés a été constitué au cours de l'étude, composé d'enfants issus des deux précédents groupes ayant montré des facultés d'intégration améliorées en milieu scolaire, ainsi qu'une progression dans les évaluations du WISC IV ainsi que de l'ASRS.
L'étude s'accompagne de graphiques montrant la hausse de consommation d'environnement virtuel en Roumanie entre 2012 et 2017. L'auteur attribue cette hausse à la baisse du prix des tablettes et des téléphones Android, et à l'introduction de la technologie 4G permettant un accès illimité à Internet depuis des endroits divers.
Le comportement des enfants soumis à un environnement virtuel important selon le terme de Marius Zamfir est lié à un développement plus faible des zones neuronales et à une inhibition des processus mentaux. Les violents stimuli visuels et auditifs résulteraient en des agressions sur des cerveaux en plein développement, similaires aux privations sociales encourues par les enfants des orphelinats roumains (voir quasi-autisme), conduisant à des comportements visant à rechercher sans cesse le même type de sensation, ainsi que des maniérismes moteurs, et un retard général de développement des facultés d'imagination. La manipulation physique de l'environnement est considérée nécessaire à la formation des voies neuronales.
L'étude se conclut sur l'idée que la consommation excessive d'environnement virtuel, cumulée à des prédispositions génétiques, produit une structure neurocognitive typique aux enfants TSA, causée par la privation sensori-motrice et socio-affective, résultant en un « taux important d'autisme, à un niveau national et international ».

## Reprise aux États-Unis
Le 8 juillet 2017, le psychologue Richard E. Cytowic réalise une tribune sur la version anglophone du HuffPost, intitulée A Romanian Doctor Says He’s Found A Link Between Screen-Time And Autism (en français : Un docteur roumain dit qu'il a trouvé un lien entre le temps-écran et l'autisme). Cette page relaie une diffusion en streaming d'une émission de télévision roumaine présentant la découverte de l'autisme virtuel en Roumanie, par Marius Zamfir. Celle-ci introduit une nouvelle forme d'autisme induite par les écrans, ainsi que la phrase du psychologue roumain selon laquelle 90 % des enfants présentés à lui comme porteur de TSA seraient atteints d'autisme virtuel.

## Réapparition en France
En mars 2017, le docteur Anne-Lise Ducanda, pédiatre en PMI dans l'Essonne (Viry-Châtillon), diffuse une vidéo en ligne sur le site de vidéos en streaming YouTube. La vidéo Youtube du Dr Ducanda, les écrans : un danger pour les enfants de 0 à 4 ans, est également présentée sur la page en tant qu' « étude publiée en France ». Il y est fait également mention du livre Les joueurs de flûte de l'autisme, comment la télévision, la vidéo et les jouets causent le TSA, par le Dr Leonard Oestreicher. Elle évoque une disparition des symptômes observés après une réduction drastique du temps passé devant les écrans. L'augmentation de l'offre en matière de produits numériques (programmes TV visant un public de très jeunes enfants ainsi que jeux éducatifs sur tablette) destinés aux tout-petits, ainsi que celle de la taille des écrans de télévision, aurait entraîné une mise à l'épreuve de la volonté parentale.

### Réception par la communauté médicale et scientifique
Dans un article publié en mai 2017, le docteur Jean-Michel Pedespan, responsable de l’unité de neurologie pédiatrique du CHU de Bordeaux, rappelle la nécessité d'un processus de maturation des connexions cérébrales des jeunes enfants et soumet l'idée qu'une répétition précoce de stimuli visuels intenses pourrait susciter une invasion de certains circuits neuronaux initialement dévolus à d'autres fonctions, résultant en une réduction de l'espace cortical disponible. Cette théorie se base sur l'observation d'une surabondance de synapses dans le cerveau des jeunes personnes TSA, ce qui entraîne l'idée d'un cerveau hyper-connecté, cependant, l'idée relative à une invasion de synapses qui seraient superflues ou à un manque d'espace dans une partie du cerveau ne semble pas validée scientifiquement. A contrario, il souligne que l'usage de Skype pour communiquer avec des proches éloignés permet de resserrer les liens relationnels. Au sujet de la durée du sevrage des écrans mise en avant par le docteur Ducanda et estimée par celle-ci à un mois avant le retour à la normale, sauf pour ceux qui présentent réellement un profil autistique selon elle, le docteur Pedespan déclare que rien ne permet de conclure à l'installation de troubles irréversibles.
Dans un dépêche de l'Agence France Presse, Carole Bienaimé-Besse, membre du collège du collège du Conseil supérieur de l'audiovisuel, mentionne l'apparition, dans le monde entier, d'addictions aux écrans, qui provoqueraient en cas d'excès des phénomènes d'autisme virtuel.
Dans un article paru en février 2018, le docteur Patrick Pelloux, qui travaille avec l'association SOS Autisme afin de faire évoluer les conditions d'accueil des enfants autistes aux urgences, mentionne une « fake news », du « charlatanisme », et de « l'information spectacle » pouvant avoir des conséquences sur la Santé publique et la vie des familles. Yehezkel Ben-Ari, chercheur en neurobiologie dont la carrière a été récompensée par le Grand Prix de l'INSERM et qui travaille sur la conception de traitements biologiques pour l'autisme en partenariat avec le docteur Éric Lemonnier dans le cadre de l'institut Neurochlore, s'exprime également dans cet article en disant que cette théorie est incompatible avec une compréhension profonde des mécanismes du système nerveux.
En février 2018, une tribune de professionnels du soin et de chercheurs en pédopsychiatrie et en pédiatrie paraît dans le journal Le Monde et rappelle que l'addiction aux écrans n'est reconnue ni par l'Académie des sciences, ni par l'Académie nationale de médecine, ni par le DSM V, bien que l'OMS soit actuellement en pourparlers à ce sujet. Ils évoquent la diffusion régulière d'émissions ayant pour sujet des enfants allant jusqu'à se lever la nuit pour utiliser le smartphone de leurs parents, et mettent en garde contre l'amalgame réalisé par des émissions telles que le reportage d'Envoyé spécial qui assimile les écrans numériques à une drogue. Ils se demandent dans ce contexte comment une telle alerte pourrait ne pas culpabiliser les parents. Il est également question du risque de confusion dans les discours tenus pour parler de symptômes relatifs à la surexposition aux écrans, puisqu'il est rappelé que de nombreux enfants avec TSA sont particulièrement attirés par les technologies vidéo et du numérique. Les symptômes évoqués seraient dans ce cas réellement confondus avec les symptômes de l'autisme.
La revue Science et pseudo-sciences, de janvier à mars 2018, traite de la vidéo du docteur Ducanda avec comme invité Franck Ramus, psycho-linguiste et spécialiste en sciences cognitives. Franck Ramus mentionne une corrélation entre le développement intellectuel des enfants et le temps passé devant des écrans, mais rappelle que de nombreux facteurs entrent en jeu, à savoir le niveau d’éducation des parents, les revenus de la famille, les interactions parent-enfant, et s'interroge sur la pertinence de postuler un lien cause-effet. Il rappelle que les observations subjectives d'un médecin (preuves anecdotiques) n'ont pas valeur de faits validés scientifiquement et ne permettent pas d'aboutir à des conclusions concernant les données épidémiologiques et les mécanismes causaux. En outre, il mentionne le constat portant sur des syndromes pseudo-autistiques réalisé dans des orphelinats roumains à la chute de Ceaucescu, et souligne que ces syndromes résultaient d'une situation de carence extrême. En écartant l'hypothèse d'un tel niveau de maltraitance, il est selon lui exclu de parler d'autisme pour évoquer les troubles relevés par le docteur Ducanda.
En mars 2018, la Fédération Nationale des Orthophonistes (FNO) mobilise les chercheurs de l’ERU 43, groupe de travail créé dans la foulée du quatrième plan autisme en vue de promouvoir la recherche, l'innovation et l'enseignement universitaire, afin d’effectuer une étude de la littérature scientifique sur le sujet de l'exposition des enfants aux outils numériques. Ce rapport désigne les membres du Collectif Surexpositions Écrans (dont fait partie le docteur Ducanda) comme introducteurs de la notion d'autisme virtuel, considéré comme un « faux autisme » ou « autisme secondaire », lié à la surexpositon aux écrans. Il est rappelé qu'a contrario, le DSM-5 ne fait état d'aucune sous-catégorie dans les TSA et que la Haute Autorité de santé (HAS) préconise l'intervention coordonnée de spécialistes de santé de deuxième voire de troisième ligne, avec des critères précis de diagnostic. Dans ce contexte, un professionnel tel qu'un médecin en pédiatrie travaillant dans une structure de santé de première ligne n'est pas habilité à établir de diagnostic en matière d'autisme. En outre, cette expertise cite plusieurs études montrant une amélioration des apprentissages chez les enfants avec TSA au niveau du développement linguistique et des particularités motrices et sensorielles, attribuée à l'usage de la tablette numérique, reconnue comme pouvant favoriser l'acquisition de compétences au niveau de la cognition non verbale, notamment chez les personnes non verbales. Cependant, d'autres études montrent que les individus (enfants et jeunes adultes) avec TSA ont une plus grande vulnérabilité face à l'usage compulsif d'Internet et de vidéos, tendance attribuée à un déficit des fonctions exécutives. Le rapport conclut sur le caractère confusionnant et dangereux de la notion d'autisme virtuel.
En avril 2018, François-Marie Caron, pédiatre, publie une tribune sur le site de l'Association française de pédiatrie ambulatoire, dans laquelle un historique de la notion d'autisme virtuel est réalisé, mettant en lien les idées de Michael Waldman, Marius Zamfir, Anne-Lise Ducanda, ainsi que Richard E. Cytowic et Marylin Wedge (thérapeute familiale aux USA). Selon lui, cette notion n'est fondée sur aucune étude scientifique, mais s'appuie sur des affirmations alarmistes qui se valident mutuellement, puisque les médecins français citent les médecins américains parlant d'autisme virtuel, alors que ces mêmes médecins américains citent les « études » des médecins français.
Selon lui, il est dangereux et fantaisiste de laisser croire que de tels symptômes pourraient être régulés en un mois à la suite de la suppression des écrans. Il mentionne chez les enfants en question des carences affectives et éducatives présentes chez ceux laissés de manière conséquente devant un récepteur de télévision, en appelant à une prise en charge pluridisciplinaire adaptée, arguant que la régulation des écrans est nécessaire mais non suffisante.

### Dépôt de plaintes de parents d'enfants autistes
À la suite de l'émission Envoyé spécial de janvier 2018, deux mères d'enfants autistes ont porté plainte au Conseil départemental de l'Ordre des médecins de l’Essonne contre le docteur Ducanda, pour faute déontologique. Elles dénoncent une culpabilisation des mères, de faux espoirs donnés aux familles, et l'injonction par des accompagnants ou des professionnels de santé de stopper l'exposition aux écrans, voire de retirer aux enfants l'usage des outils numériques. Ces deux mères insistent sur la nécessité d'une prise en charge rapide et d'un diagnostic sérieux, avec l'intervention d'accompagnants en milieu scolaire (Auxiliaire de vie scolaire ou AVS) et s'inquiètent de l'idée d'un retrait des écrans comme remède à l'autisme. Dans l'émission du magazine Arrêt sur images de février 2018, le docteur Ducanda met en question l'emploi des dispositifs numériques comme instruments éducatifs, et évoque l'éventualité d'un surdiagnostic des enfants autistes, ainsi qu'un nombre d'auxiliaires de vie scolaire selon elle surestimé par rapport aux besoins réels.
Une troisième mère a rejoint les deux autres en portant plainte contre le Dr Ducanda. Le 27 septembre 2018, celle-ci a tenté de contacter la secrétaire d'État au handicap, Sophie Cluzel.
La Chambre Disciplinaire de l’Ordre des Médecins a examiné la plainte des 4 parents d’enfants autistes et rendu le 7 février 2020 la décision suivante: « Il ne ressort d’aucun document […] que le Dr Ducanda ait jamais dit ou écrit que l’autisme pourrait être provoquée par la surexposition aux écrans, ni promis la guérison de l’autisme par l’éloignement des écrans […]. Elle n’a jamais parlé de l’autisme, mais de symptômes ressemblant aux troubles autistiques […]. Il ne saurait être reproché au Dr Ducanda d’avoir tenté d’alerter la communauté médicale afin que des études et recherches scientifiques soient entreprises concernant ces constatations et d’enrichir le débat […]. Il s’ensuit […] que les plaintes présentées à l’encontre du Dr Anne-lise Ducanda doivent être rejetées. »

### Réception politique
Le CoSE a interpellé Brigitte Macron en novembre 2017, et a participé à l'élaboration d'une loi de précention contre l'exposition des jeunes enfants aux écrans.
Cependant, Sophie Cluzel a exprimé en mars 2018 le caractère insupportable de la Fake news consistant à lier les symptômes autistiques et la surexposition aux écrans.

### Quand les écrans deviennent neurotoxiques
Le 26 septembre 2018, Sabine Duflo, psychologue, créatrice de la méthode des 4 pas, membre du CoSE sort son livre intitulé Quand les écrans deviennent neurotoxiques. Protégeons le cerveau de nos enfants ! aux éditions Marabout. Son livre, qui met en garde contre les conséquences de la surexposition aux écrans chez les jeunes, traite, dans sa deuxième partie nommée De 0 à 5 ans : le risque de comportements de type autistique, de l'autisme et de comportements assimilés.
Duflo commence par mettre en avant le défaut d'« accordage émotionnel » qui est selon elle celui des enfants surexposés aux écrans ou dont les parents sont, selon ses termes, trop sollicités dans notre monde saturés d'écrans. En effet, le manque de contact visuel réciproque, les défauts dans l'intonation et dans la prosodie du langage empêche les stimulations exercées par la communication verbale humaine, qui est pour Duflo la seule sensée. Dès lors, privé de la connexion avec un cerveau de parent, le cerveau de l'enfant ne peut se connecter qu'avec les stimulations issues des écrans et le câblage qui en résulte conduit nécessairement à des comportements de type autostimulation, des dysfonctionnements qui « ressemblent à s'y méprendre à des troubles du spectre autistique ».
Duflo définit l'autisme infantile d'après les critères issus de Kanner et ceux de la CIM-10. Elle évoque la théorie d'une explosion des cas d'autisme, due à l'idée que les cas de TSA augmenteraient de manière corrélative à l'utilisation des technologies virtuelles. Selon elle, les thérapies précoces exercées sur les enfants avec TSA montrent des résultats positifs conduisant à l'idée d'une causalité non plus seulement génétique, mais aussi environnementale.
L'altération des circuits neuronaux dus à la surexposition aux écrans se base sur un développement favorisé des zones occipitales du cerveaux, qui gèrent les stimuli visuels. Les zones du cortex frontal, se développant plus lentement, connaissent un retard de développement à la suite d'une « compétition entre cerveau social et cerveau audiovisuel ».
Un enfant avec TSA serait plus attiré par les mouvements automatiques, la « synchronie audiovisuelle », qu'aux mouvements biologiques et sociaux. C'est pourquoi elle écrit que le cerveau des enfants avec TSA traite les visages de la même manière que les cerveaux des individus, selon elle, normaux, traitent les objets. Puisque le cerveau des enfants est atteint d'un trouble des mécanismes de l'attention à la suite de l'utilisation excessive de stimuli de type audiovisuel, de mouvements mécaniques et de voix automatisées, il est difficile de distinguer les TSA des « troubles d'allure autistique ». Cependant, Duflo évoque les aspects positifs des interventions précoces pour la possibilité d'une guérison ou d'une amélioration des tableaux autistiques en général. Elle cite l'approche Denver pour montrer qu'une réduction de l'exposition aux écrans et jouets électroniques conduit à une augmentation des facultés d'attention conjointe et des interactions sociales chez ces enfants.
L'étude roumaine de Marius Théodor Zamfir est également citée afin de mettre en avant la possibilité d'améliorations spectaculaires dans tous les domaines du développement des enfants affectés à la suite d'un programme de soins consistant en une réduction de l'exposition aux écrans. Pour elle, la guérison chez ces enfants est atteinte dès lors qu'ils manifestent des comportements typiques du syndrome d'Asperger.

## Algérie
Plusieurs experts algériens, ainsi que l'association de protection et d'orientation du consommateur et son environnement (APOCE), ont mis en garde les parents contre les dangers relatifs à la surexposition aux ordinateurs, télévisions, tablettes et smartphones.
Des risques liés à des carences d'affection parentale, la luminosité et les sons émis par les appareils et leur effet sur le fonctionnement du cerveau, ainsi que le caractère violent et immoral de certains jeux vidéo ont été mis en avant. Des messages subliminaux agissant sur l'inconscient de l'enfant sont évoqués.
Le docteur en psychologie clinique et chef de service au centre médico-pédagogique de Bouira, Lounes Lallem, évoque le risque d'un autisme non plus génétique mais acquis, susceptible de demeurer à vie, ainsi que la possibilité de développer une dyslexie, une dyscalculie, une dysgraphie, des difficultés de langage et des troubles de l’interaction avec l'environnement.
L'augmentation rapide des cas d'autisme enregistrés depuis quelques années est mise en avant, ainsi que la nécessité de retourner à un contact avec la vie sociale et des valeurs saines.

## Problématiques éducatives

### Psychanalystes
Daniel Marcelli, pédopsychiatre auteur de plusieurs livres traitant de l'éducation, a soutenu le docteur Ducanda dans son usage des termes autisme et symptômes d'allure autistique pour qualifier les enfants surexposés aux écrans. Il se réfère pour cela à une distinction entre l'autisme typique (voir autisme infantile) et le reste des conditions sous la catégorie de troubles envahissants du développement (TED) dans le DSM IV. Pour lui, l'autisme doit se comprendre dans une problématique relationnelle, c'est pourquoi il compare l'enfant autiste à un sac de pommes de terre incapable de calquer son tonus sur celui du parent qui le porte. Il souligne cependant que l'autisme est comparable à un cancer, et qu'il existe des cancers tout à fait bénins, selon son expression, qu'il est possible d'opérer, mettant en avant la nécessité d'un diagnostic et d'une prise en charge précoce.
Le 5 mai 2018, dans un colloque organisé par les associations Edupax et Alerte Écrans à la mairie du 19e arrondissement de Paris, appelé Les impacts des écrans sur la jeunesse, Marcelli fait suite à l'intervention de Linda Pagani, chercheuse à l'Université de Montréal. Il commence son exposé en évoquant une multitude de comportements problématiques relevés par les auxiliaires de puériculture, les instituteurs, les pédiatres et les pédopsychiatres.
Il mentionne ensuite l'existence de troubles de la communication, de retards de langage, de troubles comportementaux, des prosodies du langage inadaptées, avec parfois l'utilisation de mots étrangers, de problèmes de détournement du regard, de manque d'intérêt pour les objets transitionnels. Il fait le parallèle avec les problèmes soulevés par Linda Pagani au sujet de la surexposition aux écrans chez les jeunes (particulièrement la télévision), parlant de la simultanéité de troubles cognitifs avec une absence du mutualisation du regard.
Le problème évoqué par Pagani étant celui d'un manque de socialisation précoce dû aux écrans, le Pr Marcelli rappelle qu'il avait déjà écrit un livre sur le sujet, nommé Les yeux dans les yeux, l'énigme du regard, publié en 2012 par Albin Michel, dans lequel il est question d'une technologie qui, en nous soustrayant au regard de l'autre, risquerait de nous déshumaniser.
Les conséquences sont également des troubles de l'attention synchronique, des problèmes émotionnels et une sur-stimulation neuro-perceptive, ainsi que des troubles de l'empathie et de la théorie de l'esprit.
Selon lui, une Exposition précoce et excessive aux écrans (EPEE), du nom du syndrome découvert par lui se prolongeant au-delà de plusieurs années peut résulter en des troubles neuro-développementaux durables appelés troubles pseudo-autistiques ou troubles d'allure autistique.
Il se pose la question de savoir si l'exposition aux écrans n'aurait pas, sur les enfants autistes, le même effet que les neuroleptiques sur les adultes autistes, et se demande si cette exposition est bénéfique.

### Philosophes
Le 6 décembre 2019, aux Assises des communautés numériques organisées par le département de la Gironde et consistant à promouvoir le développement social autour de la question du numérique, Bernard Stiegler, philosophe, président de l'association Ars Industrialis et directeur de l'Institut de recherche et d'innovation conclut son discours en évoquant son expérience autour d'une clinique contributive lui ayant permis de côtoyer des mères exposant leur enfant au Smartphone dès la sortie de la maternité. Selon lui, ces enfants, ne regardant pas dans les yeux, se coupant du monde, auraient un cerveau détruit et deviendraient autistes. Un projet de rendre ces mères sceptiques quant à l'utilisation d'un Smartphone est évoqué.

### Psychiatres
Le 17 juin 2018, le collectif CoSE a publié la traduction d'un article de Victoria Dunckley, créatrice du terme de Syndrome de l'écran électronique (anglais : electronic screen syndrome) baptisé Autisme et écrans : des cerveaux particuliers, des risques particuliers.
Victoria Dunckley est également citée comme référence dans le livre de Sabine Duflo Quand les écrans deviennent neurotoxiques.

### Handicap et usage des écrans
Sarah Luterman, personne autiste et fondatrice de NOS magazine, une publication qui promeut le message de la neurodiversité, s'insurge contre les attaques subies par les personnes en situation de handicap au sujet de l'utilisation des nouvelles technologies. Elle déplore la critique faite aux personnes qui ne regardent pas les autres personnes dans les yeux pour communiquer avec elles. Pour elle, le phénomène de la communication instantanée à distance (voir Messagerie instantanée) ne signifie pas la fin de l'intimité, mais au contraire la possibilité de communiquer sur des intérêts spécifiques alors que la plupart des membres de l'entourage immédiat ne partagent pas cet intérêt. Elle souligne que les personnes auparavant isolées en raison de problèmes de mobilité ou de langage peuvent dorénavant trouver des amis en partageant leurs expériences et leurs intérêts.
Elle dénonce des définitions rigides et étroites de la communication ainsi qu'une déshumanisation des personnes qui ne parlent pas où ne favorisent pas le contact visuel. En effet, selon elle, lorsque les «anti-écrans» sont confrontés à l'aide que peuvent apporter les smartphones aux personnes en situation de handicap de communication sociale, ceux-ci prétendent qu'elles ne visent pas les personnes handicapées : cependant, le thème transmis des personnes «collées à leurs écrans» produit selon elle une fausse hiérarchie, puisqu'il est difficile, pour un regard ou une critique extérieure, d'identifier les personnes qui emploient ces technologies en guise d'aide au handicap.

### Articles de recherche
- [Haroche 2018] Aurélie Haroche, « Autisme virtuel : écran de fumée », Journal International de Médecine,‎ 26 février 2018
- [Waldman, Nicholson et Adilov 2006] (en) Michael Waldman, Sean Nicholson et Nodir Adilov, « Does Watching Television Trigger Autism? », sur www.nber.org, octobre 2006 (consulté le 9 juin 2018)
- [Zamfir 2018] Marius Teodor Zamfir, « The consumption of virtual environment more than 4 hours/day, in the children between 0-3 years old, can cause a syndrome similar with the autism spectrum disorder », Journal of Literary Studies, mars 2018

### Ouvrages
- [Ducanda, Morel et Caboche 2019] Anne-Lise Ducanda, Lydie Morel et Jocelyne Caboche, Les ravages des écrans, L'échappée, 15 mars 2019, 272 p. (ISBN 978-2-37309-054-3)
- [Duflo 2018] Sabine Duflo, Quand les écrans deviennent neurotoxiques : Protégeons le cerveau de nos enfants !, Vanves, Marabout, 26 septembre 2018, 288 p. (ISBN 978-2-501-12403-4 et 2501124030)
- [Oestreicher 2013] (en) Leonard Oestreicher, The Pied Pipers of Autism : How Television,Video and Toys Cause ASD, CreateSpace Independent Publishing Platform, 14 février 2013, 238 p. (ISBN 978-1-4810-7335-6 et 978-1481073356)

### Articles de presse
- [Ait Akli 2018] Lilia Ait Akli, « Les électroniques menacent la santé mentale des enfants », Le Jeune Indépendant,‎ 10 décembre 2018
- [Nasri 2018] Rym Nasri, « Addiction aux écrans des appareils électroniques : Les enfants en danger », Le Soir d'Algérie,‎ 10 décembre 2018
- [Monod 2019] Olivier Monod, « L'« autisme virtuel », lié aux écrans, existe-t-il ? », Libération,‎ 18 janvier 2019 (lire en ligne, consulté le 18 janvier 2019)